# Escardiel
La Virgen de Escardiel es una advocación mariana que se venera en la Ermita de Escardiel, a 5 kilómetros de la localidad de Castilblanco de los Arroyos (Sevilla). Se trata de una pequeña talla, popular en la provincia de Sevilla, y en su honor se celebra la Romería de Nuestra Señora de Escardiel.

## Historia
Se desconoce el origen de esta histórica peregrinación, aunque todo hace pensar que se trata de una de las tradiciones más antiguas de la provincia de Sevilla.[cita requerida]
Al parecer, será en 1544 cuando se localiza la primera documentación histórica sobre la Cofradía de la Virgen, y a partir de entonces se puede hablar con seguridad sobre la celebración de una Romería en honor a la Virgen de Escardiel, aunque se pueda fechar en fechas anteriores.
Durante estos primeros años en los que aparece documentación escrita sobre la peregrinación a la Ermita de la Virgen la romería se realizaba el día 14 de agosto, víspera de la festividad de la Asunción Gloriosa de Santa María a los Cielos. En este día, la Cofradía de la Virgen, presidida por su estandarte con " La Sancta Pintura de Santa María Descardiel ", partía de la villa de Castilblanco, acompañado con las caballerizas que la propia Cofradía ponía a disposición del cabildo eclesiástico de la Villa. En la noche de este día, y tras llegar los peregrinos a la Ermita, se realizaba la que entonces se llamaba "velada" en el santuario, con bailes y fuegos artificiales. Al día siguiente, se celebraba la función en honor de la Virgen, seguida de la procesión por los alrededores de la Ermita, que a partir del año 1675 haría la Virgen en las andas que para tal fin tallara el insigne escultor utrerano Francisco Antonio Gijón, como consta en la documentación existente en el Archivo Histórico Provincial de Sevilla.
Posteriormente, y reunida la Hermandad en los porches del Santuario, se procedía a la Elección del mayordomo y los priostes para el siguiente año. Una vez realizada, se celebraba un almuerzo para el pueblo. Una vez concluido, se regresaba a la Villa en procesión con el estandarte.
Esta forma de celebrar la fiesta de la Virgen, se conservó durante varios siglos, siendo destacable que en el año 1752, y tras un pleito de más de dos años mantenido entre el Cabildo de la Villa y la Cofradía de la Virgen, se decidió en resolución amistosa que a cambio del valor del fruto de bellota que producían las encinas del Chaparral de la Virgen, el Real Consejo de Castilla, bajo el reinado de Fernando VI contribuiría a la celebración de la Romería de la Virgen de Escardiel con la cantidad de 150 reales de vellón "por ser devoción de la Villa de Castilblanco" como se expresa en el Acta Capitular del Cabildo de Castilblanco en octubre de dicho año 1752. Estas cantidades se percibieron por la Hermandad hasta la invasión napoleónica, retomándose después con Fernando VII, pero durante años esporádicos; de entonces la Hermandad de la Virgen de Escardiel recibe el título de Real, por reglamento y decisión del Real Consejo de Castilla en 1.752.
Durante el siglo XIX y a causa de la Desamortización de los bienes eclesiásticos, la Romería de la Virgen de Escardiel sufriría una profunda transformación. Al desposeer a la Hermandad del chaparral de la Virgen y perder esta su fuente de ingreso más importantes, se decidió que la fiesta en lugar de celebrase en el Santuario se celebraría en la Villa. De esta forma, y a partir de 1879, el 14 de agosto de procedería al traslado de la Virgen a la huerta del Puente, donde se celebraría la antigua velada de la Virgen. Al día siguiente, y recorriendo las calles del Pueblo, era llevada a la Iglesia Parroquial, donde se celebraba función religiosa y procesión de la Virgen. En la Parroquia permanecería hasta el segundo domingo de septiembre, día en que montada en carretas de bueyes, era trasladada la Virgen de nuevo a su histórico Santuario.
A mediados del presente siglo, estando el santuario de la Virgen arruinado y sus posibilidades económicas escasas, un grupo de jóvenes de la localidad se dedicaron a la refundación de la Hermandad de la Virgen de Escardiel. Tras unos años en que se mantuvo la tradición decimonónica de la Romería, en el año 1972 se decidió retomar la antiquísima Romería, si bien conservando la venida de la Virgen al pueblo cada cinco años.

## Ermita
Como señaló La Profesora María Dolores Gordón, de la Universidad de Sevilla, el sitio denominado Fazcardiel aparece ya mencionado en el Libro de la Montería de Alfonso XI: "Siete Arroyos, que yaze cabo Fazcardiel, es buen monte de puerco en yuierno; et a las uezes ay osso". A pesar de ello se ignora el momento del origen de la devoción y la erección del Santuario de Nuestra Señora de Escardiel, si bien la opinión de los autores es coincidente al afirmar la coincidencia entre el momento de la reconquista de la Sierra de Castilblanco y el origen de la devoción a Nuestra Señora de Escardiel.

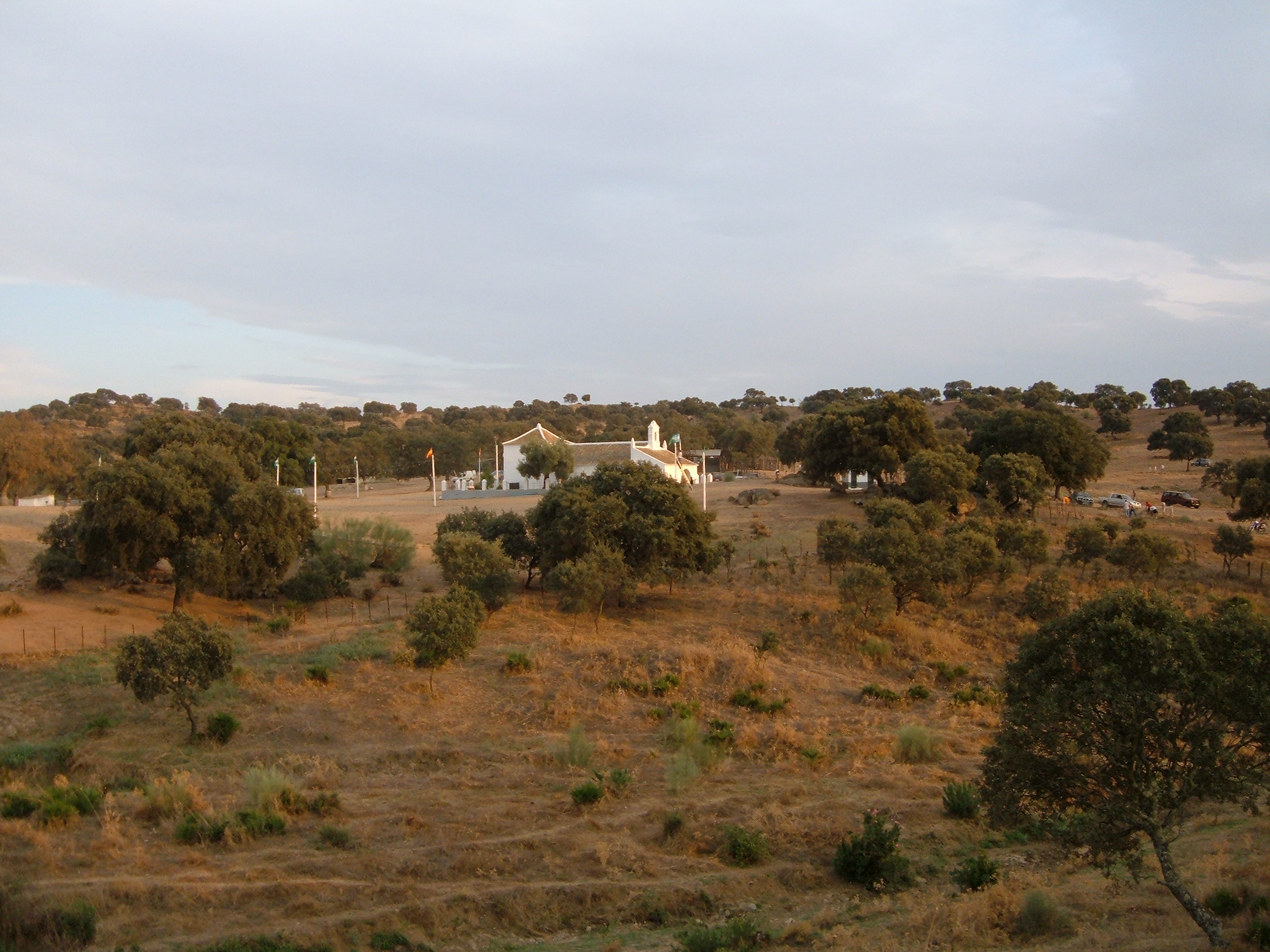
Ermita de Escardiel.

Sin embargo, la existencia de noticias documentales de la Ermita de Nuestra Señora de Escardiel se retrasa hasta bien comenzado el siglo XVI, concretamente hasta el año 1544, año en el que otorga testamento Leonor Muñoz ante el escribano Alonso Rodríguez, testamento en el que se refleja la siguiente manda: 

"Yttem mando que se den dos reales a la Hermitta de Nuestra Señora Sancta Maria Descardiel, para la más venerasion de la imaxen de Nuestra Señora".

En legajo diferente, y tras una serie de testamentos en el que se reflejan idénticas donaciones que la anterior, se conserva el testamento de Ynes de León otorgado ante el escribano Fernando Pedraza en el año de 1589, en el que se establece: 

"Yttem mando que se dé a la Hermitta de Nuestra Señora Sancta Maria Descardiel termino destta Vª una saya de paño guarnesida con sedas y una migalana de seda y una camissa de mangass largas labrada con seda y que todo se dé a la dicha Hermitta para servisio y venerasion de Sancta Maria Descardiel y ansi lo mando".

 Por tanto, entre estos años 1544 y 1589 se desenvuelven las primeras noticias escritas de la Ermita de Nuestra Señora de Escardiel (Como por otro lado también, de la Villa de Castilblanco) todas ellas de contenido testamentario y referidas a pequeñas dotaciones en dinero o especie a favor de dicha Ermita.

## Toponimia
El topónimo Escardiel fue estudiado por la Profesora María Dolores Gordón Peral, Catedrática de la Universidad de Sevilla y especialista en toponimia, en su tesis doctoral, defendida en octubre de 1989 en la Universidad de Sevilla. La tesis obtuvo el Premio Ciudad de Sevilla 1990 y fue publicada en microficha por la Universidad de Sevilla. Y posteriormente se publicó de forma impresa en 1995; apareció con el título Toponimia sevillana. Ribera, Sierra y Aljarafe, editada por la Excma. Diputación Provincial de Sevilla, 1995. En dicha obra (pp. 426-430) se documenta por vez primera la forma toponímica en cuestión en el Libro de la Montería de Alfonso XI (“Siete Arroyos, que yaze cabo Fazcardiel, es buen monte de puerco en yuierno” (fol. 283r), y se analiza pormenorizadamente el topónimo, estableciéndose su filiación y su evolución. Según María Dolores Gordón, se trata de un nombre híbrido árabe-romance (mozárabe), compuesto de dos formas: el árabe fahs con valor de ‘campo, distrito’, y el antropónimo mozárabe Cardiel, forma a su vez diminutiva con sufijo -iel (l)(o) --con simplificación de palatal por apócope de vocal final--, derivada del latín -ELLU sobre la base Card- > lat. CARDUU ‘cardo, planta’. M.D. Gordón establece la evolución completa del nombre como sigue: *fahs Cardiel > fazcardiel > *hazcardiel > *azcardiel > escardiel (las formas con asterisco son reconstruidas hipotéticamente, no están documentadas). Según la profesora Gordón, el significado de la forma sería ‘distrito o campo de Cardiel’ (seguramente un propietario cristiano de esas tierras en época musulmana). Con posterioridad, este nombre fue estudiado por M. D. Gordón en cuanto hagiónimo: Escardiel se convirtió en denominación de advocación mariana: Nuestra Señora de Escardiel, y de ahí pasó a la antroponimia femenina local (es el nombre de bautismo más frecuente y castizo en la localidad de Castilblanco de los Arroyos).

## La Virgen de Escardiel
En la Hornacina central del altar de la Ermita y dándole nombre a la misma, se encuentra la Venerada Imagen de Nuestra Señora Santa María de Escardiel, Imagen protectora de la Villa. La cabeza, el busto y las manos están realizados en madera de encina, estando su base conformada por un candelero para poder ser vestida. Para el profesor Hernández Díaz: "La Imagen de Nuestra Señora de Escardiel, titular de la Ermita de dicha advocación, es de candelero y tanta ingenuidad de modelado que a primera vista se ve que es obra antigua".

En una reciente restauración de tan venerada imagen con la aprobación del Instituto Andaluz de Patrimonio Histórico, bajo la dirección de Don José María Conde Carranco licenciado en Bellas Artes, especialidades de Escultura y Restauración de obras de arte, se han suprimido los añadidos que existían en el busto de la talla , dejando la configuración primitiva del cuerpo. Se han efectuado catas de policromía en busto, cuello, rostro y manos, descubriéndose hasta 17 capas diferentes de policromía.
Igualmente se ha despojado a la talla de cuantos elementos metálicos contenía en su interior. En opinión de este autor, se trata de una típica imagen gótica, del estilo denominado fernandino o alfonsino, de tamaño académico y datable hacia el siglo XIII, si bien muy reformada posteriormente, fundamentalmente en los siglos XVII-XVIII en el que fue mutilada su talla original para dotarla del candelero y vestirla al gusto de la época. Las manos son originales, de las llamadas "de tenedor"
(Nota del restaurador: impresiona como si, originalmente, la imagen hubiese sido sedente. Es sorprendente que no se mencione, ni aquí, ni en la página de la hermandad, la existencia del Niño Jesús de la Virgen de Escardiel, obra del S. XVII, que sustituyó al suyo original, es en plomo fundido, atribuible a Juan de Mesa. Tras el proceso de conservación y restauración, la eliminación de 5 capas superpuestas de policromía, deja al descubierto un magnífico modelado de la imagen y la extraordinaria policromía original, revelando un sorprendente parecido a otros niños realizados por Juan de Mesa, sobremanera, con el que existe en la Facultad de Bellas Artes "Santa Isabel de Hungría" de Sevilla, aunque el de Escardiel sea de mucho menor tamaño. Tampoco se hace referencia a la corona y zapatitos del Niño, dignos de mención. J.M.Conde)

La teoría más repetida por los expertos es que en 1.247 Fernando III El Santo conquista la zona norte del Reino de Sevilla y con ella su jurisdicción, a la cual pertenecía la zona. El monarca adquiere así los terrenos donde se asentaba el actual municipio Castilblanco de los Arroyos y su término que pasaron a ser zona de realengo como cazadero real.
Además, cuentan las crónicas que era costumbre en la Corte Real de Fernando III, alentado por su gran devoción mariana, erigir ermitas consagradas a la Virgen María en todos los territorios salvados del dominio musulmán, por lo que es posible que la Imagen fuere depositada en la zona de Escardiel por la Corte Real durante la Reconquista de este enclave.
Detrás del llamador de la Virgen de los Dolores y Misericordia esta en chica la virgen de escardiel de plata que la regalo un hombre de Castilblanco

## El Cristo de los Vaqueros
Desde antiguo se veneraba en la Ermita de Nuestra Señora de Escardiel la Imagen de un Cristo Crucificado, prueba de ello es que de finales del XVI se conservan varias partidas testamentarias en que se legan algunos reales para misas en honor del Cristo.
Cuenta la leyenda que cuando los vaqueros pasaban ante la Ermita de la Virgen ofrecían aceite para la lámpara que alumbraba la Imagen de este Cristo. Es por ello que, con el paso del tiempo, a aquella Imagen se la llamó "de los Vaqueros", pues eran los que mayor devoción le procesaban.

La vieja Imagen del crucificado aparecía recogida en un inventario de 1656 que actualmente se conserva en el Archivo General del Arzobispado de Sevilla.
El 29 de agosto de 1677 la Cofradía de Nuestra Señora de Escardiel concierta ante el escribano Vicente de Aguilar la hechura de un nuevo Cristo de los Vaqueros con el escultor Francisco Antonio Ruiz Gijón.
En el protocolo se especifica que debe ser "de madera de sipres encarnado todo ello de sinco cuartas y media con su cruz puesto en ella como se acostumbra de madera tosca...", como fecha de entrega se pacta la del 24 de diciembre de dicho año.
A partir de aquí la devoción del Cristo va aumentando, igual que la fama de Francisco Antonio Ruiz Gijón, que alcanzaría su cima con la talla del Cristo de la Expiración (El Cachorro de Triana).
Para los conservadores del Instituto Andaluz de Patrimonio Histórico, la talla del Cristo de los Vaqueros se entronca con el estilo flamenco, por "el acusado descolgamiento, con los brazos casi paralelos entre sí y con la característica disposición de los pies, montando uno sobre otro en una fórmula compositiva sin precedentes en la escuela sevillana anterior...".
Igualmente, estos autores analizan sus similitudes con "El Cachorro", y así observan "un característico rostro de acusado rasgo lineal, nariz recta, ojos almendrados y pómulos salientes; el cabello está trabajado de forma coincidente a base de largos y finos gubiazos".
Actualmente esta Imagen se venera en el muro izquierdo del presbiterio, en un altar con forma de cruz en la Ermita de Nuestra Señora de Escardiel en Castilblanco de los Arroyos.

## Romería de Escardiel
La Romería de Nuestra Señora de Escardiel se celebra el primer fin de semana (con una fiesta en la plaza de "El Puente") y el segundo fin de semana (la romería propiamente dicha) del mes de septiembre.
Durante los días previos a la Romería los escardieleros preparan sus carretas, en su mayoría tiradas por bueyes, mulos o tractores para, durante el mediodía del segundo sábado de septiembre, recorrer los escasos 5 kilómetros que dictan para llegar a la Ermita caída la tarde.
Tras la presentación de las carretas ante el Simpecado y la celebración del Stmo. Rosario a las doce de la noche, la imagen de la Virgen de Escardiel (Anónima, 1247) sale en procesión por el Real de la Ermita.
Según dictan las Reglas de la Hermandad de Ntra. Sra. de Escardiel, la Virgen procesionará a hombros de los miembros de la Junta de Gobierno hasta las puertas de la Ermita en que se entrega a los castilblanqueños.
Al término de la procesión tiene lugar la tradicional "puja de bancos" entre numerosas actuaciones delante de la imagen de la Virgen de Escardiel con la finalidad de recaudar fondos para la celebración de la próxima Romería.

## La Venida de la Virgen
Cada 5 años tiene lugar la Venida de la Virgen de Escardiel a Castilblanco de los Arroyos durante la tarde del día 12 de agosto para la celebración del día de la Asunción de la Virgen el día 15 de agosto.
La imagen es trasladada en andas desde la Ermita a la zona del Mesón del Agua donde se descubre su rostro para continuar, acompañada por música de tamborileros, su primer recorrido por las calles del pueblo hasta llegar a La Huerta donde tal y como marca la tradición es depositada la venerada imagen para pasar la noche, llegando en la noche de la siguiente jornada a la Parroquia del Divino Salvador de Castilblanco. Para la ocasión se engalanan las calles de los diferentes barrios del pueblo de Castilblanco de los Arroyos y se celebran numerosos actos con carácter extraordinario durante su estancia en la localidad.
La imagen de la Virgen de Escardiel regresa a su Ermita en el mes de septiembre coincidiendo con la celebración de su tradicional Romería.

## Coronación canónica
El 21 de mayo de 2022 se coronó la imagen de la Virgen, acto aplazado anteriormente por la pandemia.  El acto estuvo presidido por el Arzobispo de Sevilla, José Ángel Saiz Meneses.